# Бродар (король Дублина)
Бродар мак Торкайл (умер в 1160 году) — скандинавско-гэльский король Дублина из династии Мак Торкайл (1148—1160), сын Торкайла (Торкелля) и брат Рагналла мак Торкайла (ум. 1146).

## Биография
Представитель рода Мак Торкайл, один из сыновей Торкайла (Торкелля), который упоминается в Анналах Лох Ки в 1133 году.
Рагналл мак Торкайл (погиб в 1146), брат Бродара, был королём Дублина и соправителем Оттара Оттарссона (1142—1148).
В 1148 году дублинский король Оттар Оттарссон был убит представителями рода Мак Торкайл. После гибели Оттара новым королём Дублина стал Бродар мак Торкайл.
В 1160 году, согласно Анналам четырёх мастеров, Анналам Ульстера, Анналам Тигернаха и Анналам Бойла, Бродар мак Торкайл погиб от рук короля Южной Бреги Домналла мак Гилла Сехнайлла.